# شبکه عصبی (زیستی)
شبکه عصبی (زیستی) یک شبکه عصبی که در واقع یک شبکه عصبی نورونی نیز نامیده می‌شود، یک اجتماع بهم پیوسته از نورون‌ها است (که معمولاً شامل چندین مدار عصبی است). شبکه‌های عصبی زیستی برای درک عملکرد سیستم‌های عصبی مورد مطالعه قرار می‌گیرند.
یک شبکه عصبی زیستی از یک گروه از نورون‌ها که به صورت شیمیایی متصل یا به‌طور عملکردی مرتبط هستند، تشکیل شده است. یک نورون تکی ممکن است به بسیاری از نورون‌های دیگر متصل باشد، تعداد همه نورون‌ها و اتصالات در یک شبکه ممکن است بسیار بزرگ باشد. اتصال‌ها که به آن‌ها سیناپس می‌گویند، عموماً از اتصال آکسون‌ها به دندریت‌ها تشکیل می‌شوند، اگرچه سیناپس‌های دندردندریتی و اتصالات دیگری نیز ممکن است وجود داشته باشند.
هوش مصنوعی، مدل‌سازی شناختی و شبکه‌های عصبی مصنوعی الگوهای پردازش اطلاعات هستند که از نحوه پردازش سیستم‌های عصبی زیستی الهام گرفته‌اند. هوش مصنوعی و مدل‌سازی شناختی سعی دارند برخی از ویژگی‌های شبکه‌های عصبی زیستی را شبیه‌سازی کنند. در زمینه هوش مصنوعی، شبکه‌های عصبی مصنوعی با موفقیت در تشخیص گفتار، تحلیل تصویر، به منظور ساخت عامل‌های نرم‌افزاری (در بازی‌های کامپیوتری و ویدیویی) یا ربات‌های خودکار ساخته می‌شوند.
پایه نظری اولیه برای شبکه‌های عصبی معاصر به‌طور مستقل توسط الکساندر بین (۱۸۷۳) و ویلیام جیمز (۱۸۹۰) پیشنهاد شد. هر دوی آن‌ها نتیجه گرفتند، افکار و فعالیت بدن، خروجی تعامل نورون‌ها درون مغز است.
برای الکساندر بین، هر فعالیت منجر به آتش‌زدن مجموعه‌ای خاص از نورون‌ها می‌شد. وقتی فعالیت‌ها تکرار می‌شدند، اتصالات بین آن نورون‌ها تقویت می‌شد. طبق نظریه وی، این تکرار باعث تشکیل حافظه می‌شود. جامعه علمی در آن زمان به نظریه بین مشکوک بود، زیرا نیاز به تعداد زیادی اتصال عصبی درون مغز داشت. اکنون آشکار است که مغز بسیار پیچیده است و همان «سیم‌کشی» مغز می‌تواند با مشکلات و ورودی‌های متعددی مقابله کند.
نظریه جیمز مشابه نظریه بین بود؛ با این حال، او پیشنهاد داد که خاطرات و اعمال ناشی از جریان‌های الکتریکی، میان نورون‌ها در مغز هستند. مدل او، با تمرکز بر جریان‌های الکتریکی، نیازی به اتصالات عصبی فردی برای هر خاطره یا عمل نداشت.
شرینگتون (۱۸۹۸) گروهی آزمایش را برای سنجیدن نظریه جیمز انجام داد. او جریان‌های الکتریکی را از طریق نخاع‌های موش‌ها انجام داد. با این حال، به جای نشان دادن افزایش جریان الکتریکی که توسط جیمز پیش‌بینی شده بود، شرینگتون متوجه شد که قدرت جریان الکتریکی به مرور زمان کاهش می‌یابد. این کار به کشف مفهوم عادت‌سازی منجر شد.
مک‌کولوک و پیتس (۱۹۴۳) نیز مدل محاسباتی برای شبکه‌های عصبی بر اساس ریاضیات و الگوریتم‌ها ایجاد کردند. آن‌ها این مدل را منطق آستانه نامیدند. این مدل‌های اولیه راه را برای تقسیم تحقیقات در زمینه شبکه‌های عصبی به دو رویکرد متمایز باز کرد. یک رویکرد بر روی فرآیندهای زیستی در مغز تمرکز داشت و دیگری بر روی کاربرد شبکه‌های عصبی در هوش مصنوعی تمرکز داشت.
علم اعصاب نظری و محاسباتی، زمینه‌ای است که به تجزیه و تحلیل و مدل‌سازی محاسباتی سیستم‌های عصبی زیستی می‌پردازد. از آنجا که سیستم‌های عصبی به‌طور نزدیک با فرآیندهای شناختی و رفتار مرتبط هستند، این زمینه به‌طور نزدیک با مدل‌سازی شناختی و رفتاری مرتبط است.
هدف از این زمینه، ایجاد مدل‌های سیستم‌های عصبی زیستی است تا نحوه کار سیستم‌های زیستی را درک کنیم. برای به دست آوردن این درک، دانشمندان علوم اعصاب سعی می‌کنند ارتباطی بین فرآیندهای زیستی مشاهده‌شده (داده‌ها)، مکانیسم‌های زیستی قابل قبول برای پردازش و یادگیری عصبی (مدل‌های شبکه‌های عصبی) و نظریه‌ها (نظریه یادگیری آماری و نظریه اطلاعات) ایجاد کنند.